# フジタコーポレーション
株式会社フジタコーポレーション（FUJITA CORPORATION CO., LTD.）は、本社を北海道苫小牧市に置く、北海道・東北地方・関東地方でメガフランチャイジー経営する企業。
ファーストフード、レストラン、複合カフェ等を経営する。

## 概要
事業内容として、フードサービス事業を柱として展開しており、事業部門において、フランチャイズ本部に加盟契約を締結して店舗展開を行っているフランチャイジー業態と、同社が独自に開発し、店舗展開を行っているオリジナルブランド業態がある。具体的には道央圏でのミスタードーナツやモスバーガー、牛角などのフランチャイジー事業、オリジナルブランドであるどんぶり専門店の「かつてん」のフランチャイザー事業を行っている。
2015年、運営するモスバーガー苫小牧店が、8年連続で「モスチキン・クリスマスキャンペーン」の販売個数で日本一を達成した。
なお、大手建設会社のフジタとは資本面・人材交流の面でも無関係である。

## 沿革
- 1978年（昭和53年）3月 - 有限会社ファミリーフーズとして創業。株式会社ダスキンと道央圏での「ミスタードーナツ」のフランチャイズ契約を締結。
- 1986年（昭和61年）10月 - 株式会社モスフードサービスと「モスバーガー」のフランチャイズ契約を締結。
- 1990年（平成2年）2月8日 - 株式会社ファミリーフーズに改組。
- 1993年（平成5年）10月 - カルチュア・コンビニエンス・クラブ株式会社と道央圏での「蔦屋書店」・「TSUTAYA」のフランチャイズ契約を締結。
- 1996年（平成8年）
  - 4月 - 現社名に変更。
  - 6月 - 「ローソン札幌北14条店」を運営する株式会社フジックスの株式300株を追加取得し子会社化（出資比率72%）。
- 1998年（平成10年）3月 - 株式会社どんと「ザ・どん」のフランチャイズ契約を締結。
- 1999年（平成11年）10月 - 本・ゲームソフト・CD・DVD等のリサイクルショップのオリジナルブランド業態「BOOK・NET・ONE」第1号店（平岡店）を開店。
- 2000年（平成12年）7月 - 家具・家電・衣料等のリサイクルショップのオリジナルブランド業態「NET・ONE」第1号店（平岡店）を開店。
- 2001年（平成13年）
  - 2月 - 五苑マルシン株式会社と「情熱酒場 情熱ホルモン」・「焼肉五苑」のフランチャイズ契約を締結。
  - 6月 - フジックスの株式130株を追加取得し、出資比率を98%まで高める。
- 2002年（平成14年）
  - 2月 - フジックスの株式10株を追加取得し完全子会社化。
  - 3月 - ライトクロス株式会社とクレープ専門店「アフロディーテ」のフランチャイズ契約を締結。
  - 7月 - とんかつ専門店のオリジナルブランド業態「かついち」第1号店（千歳ポスフール店[1]）を開店。
  - 10月 - 有限会社河西運輸（現・株式会社クリエイト物流）とオリジナルブランド業態「BOOK・NET・ONE」のフランチャイズ契約を締結。
- 2003年（平成15年）
  - 3月 - 株式会社おむらいす亭（現・焼肉坂井ホールディングス）と「おむらいす亭」のフランチャイズ契約を締結。また、オリジナルブランド業態にてカフェ・デザート・軽食店「CAFE Sta」第1号店（西岡ポスフール店[2]）を開店。
  - 7月 - 株式会社ドトールコーヒーと「ドトールコーヒー」のフランチャイズ契約を締結。
  - 11月 - 株式会社はなまると「はなまるうどん」のフランチャイズ契約を締結。
- 2004年（平成16年）
  - 3月 - 株式会社タスコシステムと「暖中」のフランチャイズ契約を締結。
  - 6月 - 株式会社ランシステムと「スペースクリエイト自遊空間」のフランチャイズ契約を締結。タスコシステムと「暖中」・「北前そば高田屋」・「北前炙り高田屋」のフランチャイズ契約・地区本部認定契約を締結。
  - 9月 - 「北前そば高田屋」北8条店の出店により100店舗を達成。
- 2005年（平成17年）
  - 4月 - 株式会社エヌ・ティ・ティ・ドコモ北海道（現・NTTドコモ北海道支社）及びドコモサービス北海道株式会社（現・ドコモCS北海道）と「ドコモショップ」の販売代理店業務の再委託契約を締結。
  - 4月20日 - ジャスダックに上場。
  - 7月 - 株式会社OMGと「リラックス」のフランチャイズ契約・地区本部認定契約を締結。
- 2006年（平成18年）
  - 3月 - 株式会社セリアと「セリア生活良品」のフランチャイズ契約を締結。
  - 11月 - 株式会社みずほ銀行と宝くじ発売等の事務の再受託契約を締結。
- 2007年（平成19年）6月30日 - ランシステム及び連結子会社の株式会社グローバルファクトリー[3][4]より「スペースクリエイト自遊空間旭川大町店」「スペースクリエイト自遊空間旭川永山店」の営業権を譲受（ランシステム及び連結子会社のグローバルファクトリーが運営する直営店を当社が運営するフランチャイズ店に転換）。
- 2009年（平成21年）4月 - 株式会社ベビーフェイスと「ベビーフェイス」のフランチャイズ契約を締結。
- 2010年（平成22年）
  - 1月 - 株式会社サムライズ（現・株式会社米乃家）とフランチャイズ契約を締結。
  - 7月 - 株式会社ペッパーフードサービスと「ペッパーランチ」のフランチャイズ契約を締結。
  - 7月1日 - ランシステムより「スペースクリエイト自遊空間米沢金池店」[5][6]の営業権を譲受（ランシステムが運営する直営店を当社が運営するフランチャイズ店に転換）[7]。
- 2011年（平成23年）5月 - イートアンド株式会社と「大阪王将」の加盟店契約を締結。
- 2012年（平成24年）6月12日 - 「ザ・どん」のフランチャイズ契約を解除[8]。
- 2013年（平成25年）8月19日 - 本社を苫小牧市晴海町32番地に移転[9]。
- 2015年（平成27年）6月 - 2015年3月期に債務超過となり、上場廃止猶予期間入り。
- 2016年（平成28年）
  - 3月 - アスラポート・ダイニングと業務資本提携。第三者割当増資により、同社が筆頭株主及び「その他の関係会社」となる。
  - 6月 - 2016年3月期に債務超過を解消し、上場廃止猶予期間解除。
  - 9月 - ダスキンに第三者割当増資を実施、ダスキンが第三位株主となる。
  - 10月 - レインズインターナショナルと「しゃぶしゃぶ温野菜」「かまどか」のフランチャイズ契約を締結。
  - 11月 - プライム・リンクと牛角のフランチャイズ契約を締結。
- 2019年（平成31年 / 令和元年） - 本社を苫小牧市若草町に移転。

## 自社ブランドの店舗

### かつてん
店舗名称：かつてん
かつ丼・天丼などの丼ぶり屋
- 北海道
  - デュオ新札幌店（札幌市厚別区厚別中央）
  - 新さっぽろ店（札幌市厚別区厚別東5条）
  - ウトナイ店（苫小牧市ウトナイ北）
  - 苫小牧店（苫小牧市明野新町）
  - 苗穂イオン店（札幌市東区東苗穂2条）
  - 桑園イオン店（札幌市中央区北8条）
  - 北14条光星店（札幌市東区北14条）
- 青森県
  - 八戸城下店（八戸市城下）
  - 柏イオン店（つがる市柏稲盛幾世）
- 岩手県
  - 盛岡イオン店（盛岡市前潟）

### BOOK・NET・ONE
店舗名称：BOOK・NET・ONE（ブック・ネット・ワン）
中古・新古品（書籍・CD・DVD・TVゲームなど）を販売、買取。
2014年3月末日をもって株式会社海晃ホールディングス(現・HIR株式会社)に事業譲渡。